# Uzboj

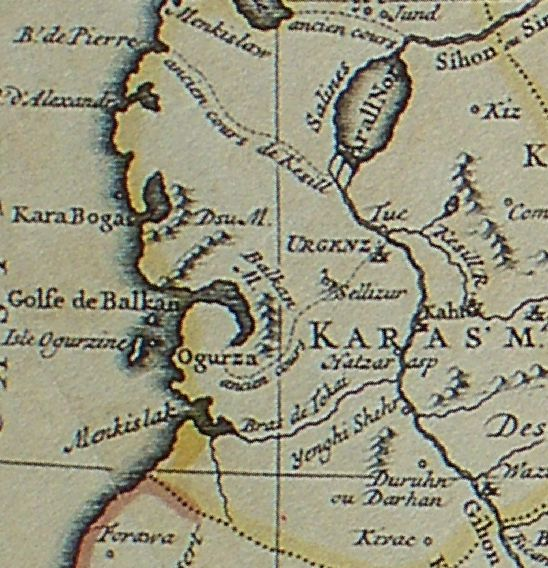
L'Uzboj (Bras de Tokai) che scorre dall'Āmū Daryā (Gihon o Oxus) fino al Caspio, entro i confini del khanato di Khiva (Khwārazm), su una mappa francese del 1734.

L'Uzboj (o Uzboy) era un fiume che scorreva nella parte nord-occidentale del deserto del Karakum in Turkmenistan. Un tempo effluente dell'Āmū Daryā, è oggi solamente un alveo asciutto e un luogo d'elezione per gli scavi archeologici. Separandosi dall'Amu Darya, esso scorreva per circa 750 chilometri, attraversando il lago Sarygamysh e andando a sfociare nel mar Caspio.

## Storia
Lungo le sponde del fiume prosperò per lungo tempo una civiltà fluviale, almeno a partire dal V secolo a.C. fino al XVII secolo d.C., quando l'acqua che alimentava l'Uzboj cessò bruscamente di fluire fuori dal corso principale dell'Amu Darya e nella depressione di Sarygamysh. Oggi il letto dell'antico Uzboj si snoda attraverso le vaste distese sabbiose del deserto del Karakum come una sottile striscia spezzata di colore blu.
All'inizio degli anni '50 ebbe inizio la costruzione di un importante canale di irrigazione che seguiva più o meno il letto del fiume scomparso. Tuttavia, il progetto fu abbandonato nel 1953; in seguito il canale del Karakum fu costruito lungo un percorso completamente diverso, molto più meridionale.
Secondo gli studiosi, gli uomini iniziarono a stabilirsi sulle terre lungo il corso dell'Uzboj nel V secolo a.C. Il fiume è stato testimone di molti eventi storici. Le truppe del re Ciro II lo attraversarono durante la loro spedizione contro i Massageti. Durante la campagna di Alessandro Magno contro il sovrano persiano, il re Dario, la tribù degli Aderbici, un ramo dei Massageti, inviò 40.000 fanti e 2000 cavalieri da questa regione fino al quartier generale di Dario a Babilonia: queste cifre testimoniano il gran numero di abitanti che vivevano all'epoca sulle rive dell'Uzboj. È possibile che il fiume sia stato attraversato anche dalle innumerevoli orde di Gengis Khan e dalla cavalleria di Tamerlano.

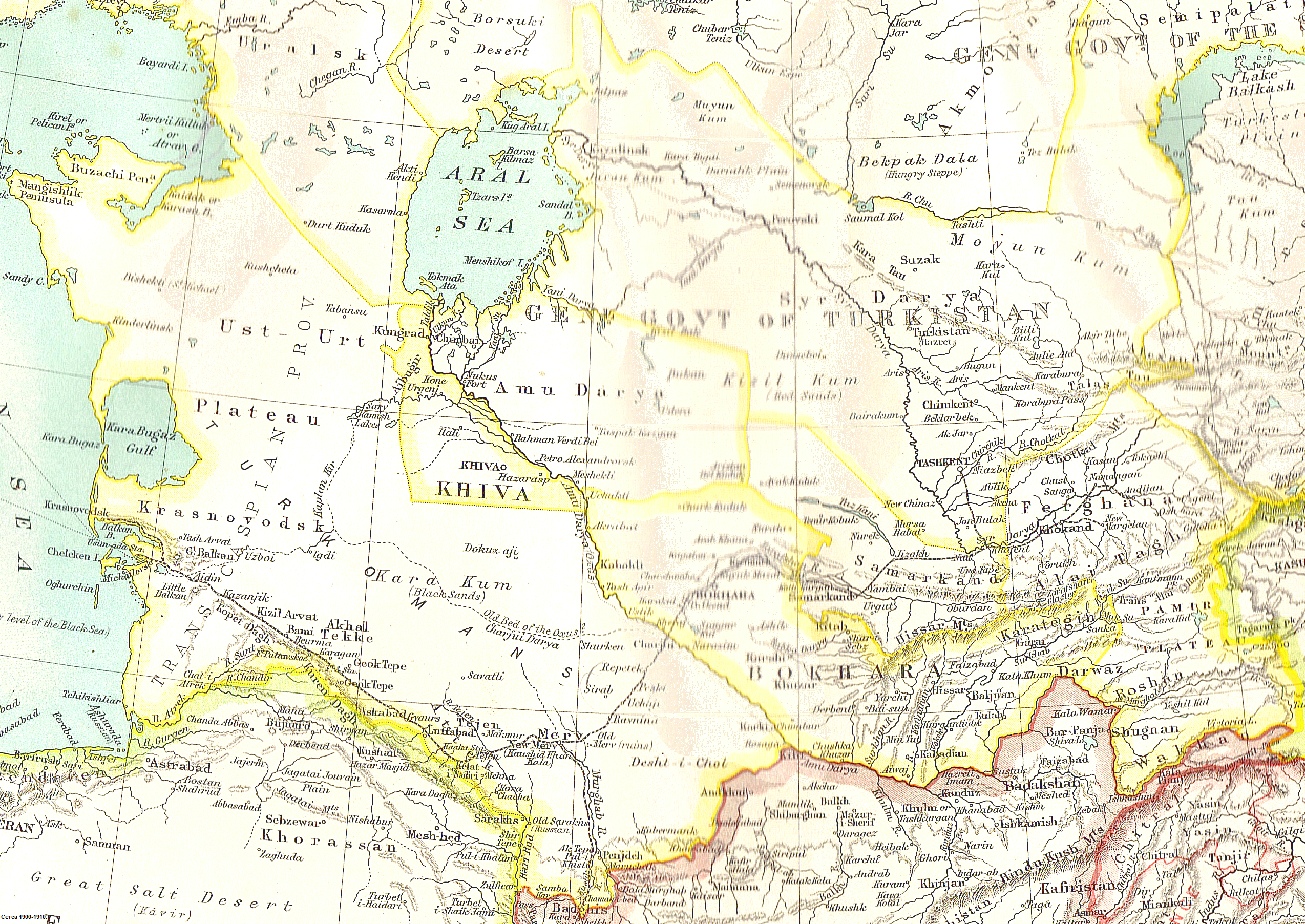
Mappa del 1903 indicante il «vecchio letto dell'Oxus» (old bed of the Oxus).

Per proteggere il loro territorio dai nemici e tenere sotto controllo l'acqua e le rotte commerciali, gli abitanti dell'Uzboj costruirono varie strutture fortificate. Uno di questi edifici è la fortezza di pietra di Igdy Qala, costruita dai Parti per assicurarsi che i commercianti che viaggiavano lungo la via della seta pagassero le tasse. Il suo perimetro corrisponde ad un trapezio irregolare di 60×60×75×45 m. Il muro nord-orientale è costruito su un ripido pendio alto 30 m, mentre per i restanti tre lati la fortezza è circondata da un fosso scavato nella roccia. La fortificazione è costituita da lastre di pietra appiattite e fortificata da torri ad angolo retto (lungo tutto il perimetro delle mura si nota ancora oggi la posizione di undici torri, ma di quello che un tempo era un imponente muro oggi rimane solamente una parete di appena 1,5 m). All'interno delle mura e delle torri vi sono strette feritoie a forma di freccia, tipiche dell'architettura militare della Corasmia. Le pareti esterne erano rivestite di argilla e all'interno c'era un corridoio usato come galleria dagli arcieri. Secondo l'archeologo S. P. Tolstov, la fortezza sarebbe stata costruita con un tipo di pietra insolito per le strutture della Corasmia, ma sotto tutti gli altri dettagli il suo disegno esterno non differisce molto dalle altre fortificazioni corasme.

## L'Uzboj oggi
Nel 1717, al tempo di Pietro il Grande, una spedizione guidata dal principe Aleksandr Bekovič-Čerkasskij, incaricata di esplorare la regione del Caspio, effettuò nuove mappe dei bacini del lago d'Aral e del Caspio, nelle quali l'Amu Darya non sfociava più nel mar Caspio. Con il prosciugamento dell'Uzboj la popolazione iniziò ad abbandonare questo territorio. Alcuni si spostarono verso est per stabilirsi lungo le rive dell'Amu Darya, altri si diressero ai piedi delle montagne del Kopet Dag, in prossimità dei torrenti di montagna. Oggi sulle rive dell'Uzboj si trovano solamente alcuni villaggi. In alcune zone dell'alveo prosciugato è presente ancora un po' di acqua, ma è salata e trae origine dall'affioramento delle acque sotterranee.
Esistono tuttavia anche alcuni bacini in cui si raccoglie dell'acqua. Uno di questi è salato, mentre il secondo - il lago Yaskha - è pieno di acqua dolce. Da qui una condotta idrica pompa acqua potabile agli abitanti della città di Balkanabat, la «capitale» della regione petrolifera del Turkmenistan, distante 150 km.
In altri punti del letto dell'Uzboj è possibile osservare un fenomeno insolito. Molto spesso, le piccole raccolte d'acqua sono costituite da due parti: una di acqua salata e l'altra di acqua dolce. In inverno, al sorgere del sole, animali selvatici e uccelli si recano presso queste pozze per bere. In questo momento della giornata, lo strato salato, a causa della sua pesantezza, si trova al di sotto, facendo da «cuscino» allo strato d'acqua dolce. Non appena l'acqua si scalda, i sali affiorano in superficie (per effetto della temperatura) e l'acqua diventa salata.
Su Marte, la Uzboi Vallis deve il nome a questo fiume scomparso.